# Army Air Corps (British Army)
Das Army Air Corps (AAC) der British Army ist die Heeresfliegertruppe des Vereinigten Königreichs.
Dem Hauptquartier in Middle Wallop in Hampshire unterstehen als größere Einheiten die Einsatzregimenter mit ihren zugehörigen Staffeln (engl.: Squadrons) und die kleineren Schwärme (engl.: Flights), sowie weitere Staffeln zu Trainings- und sonstigen Zwecken. Die meisten Soldaten sind Berufssoldaten, wobei die im 6. Regiment zusammengefassten FARP-Teams (Forward Air Controller & Refuelling Points) Reserveeinheiten sind. Das AAC stellt die offensive Luftkomponente der 16 Air Assault Brigade. Die Einsatzführung aller AAC-Hubschrauber obliegt seit 1999 dem Joint Helicopter Command (JHC).

## Geschichte

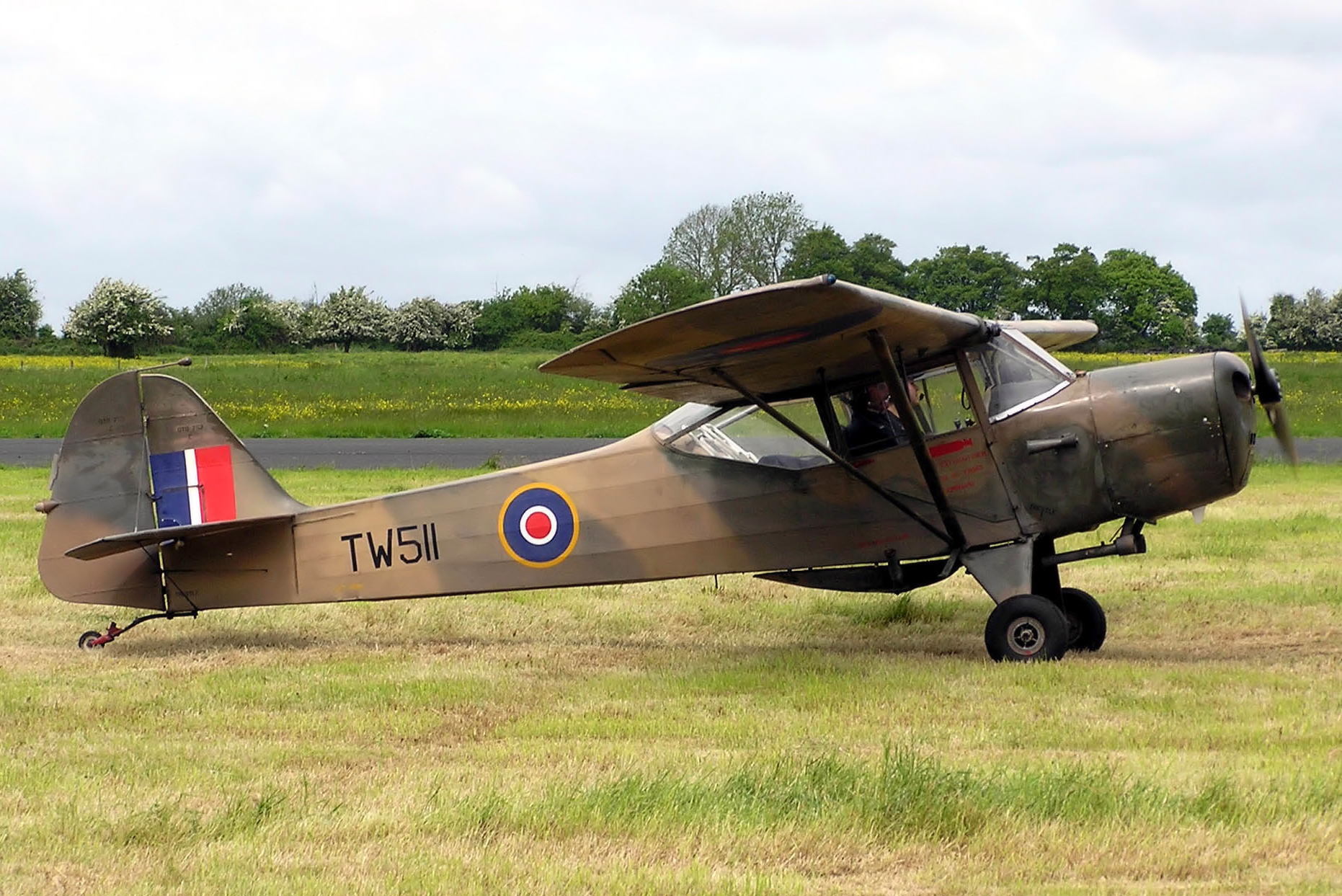
Auster AOP 5 (Airborne Observation Post). Eine Maschine unterhält der Army Historic Aircraft Flight.

Die Anfänge der Fliegerei in der Britischen Armee datieren aus der Zeit vor dem Ersten Weltkrieg. Bis zum Frühjahr 1918 bildeten sie das Royal Flying Corps, welches zum 1. April mit dem Royal Naval Air Service zur unabhängigen Teilstreitkraft Royal Air Force (RAF) verschmolzen wurde.
Die Ursprünge des heutigen Army Air Corps reichen in die Jahre des Zweiten Weltkrieges zurück. Das damalige Army Air Corps bestand im Wesentlichen aus dem damals aufgestellten Glider Pilot Regiment und dem Parachute Regiment. Der bedeutendste Einsatz war die Schlacht um die Pegasusbrücke in der Normandie im Rahmen der alliierten Invasion am D-Day im Juni 1944. 1949 wurde das Corps aufgelöst.
Die beiden oben aufgeführten Regimenter wurden 1957 erneut unter Einschluss der sogenannten Air Observation Squadrons der RAF erneut zum Army Air Corps zusammengefasst. Mit dem Aufkommen moderner Turbinenhubschrauber wurden ab den 1960er Jahren vermehrt Helikopter an Stelle der Gleiter und Flächenflugzeuge in Dienst gestellt, anfangs der Typen Scout und Sioux, später Gazelle und Lynx.
In den 2010er Jahren kam es im Hinblick auf den Zulauf der Wildcat als Lynx-Ersatz zu einigen Umstrukturierungen. Als britischer Typ-Stützpunkt dieses Luftfahrzeuges wurde Yeovilton ausgewählt und die bisherigen reinen Lynx-Basen Gütersloh (bisherige Heimat des 1. Regiments) 2013 und Dishforth (Heimat des 9. Regiments) 2016 aufgegeben. Die leichten Verbindungsflugzeuge des 5. Regiments, Islander und Defender, wurden 2019 an die RAF abgegeben und die letzten Exemplare der Gazelle, die 1974 in Dienst gestellt wurde, wurden 2023 ausgemustert.
Neben der bedeutenden Stationierung in Deutschland bis zum Ende des Kalten Krieges (siehe unten) war das Corps viele Jahr weltweit im Einsatz. Hierzu gehörten bis in die ersten beiden Jahrzehnte des 21. Jahrhunderts Hilfs- und Kampfeinsätze in Brunei, Belize, Kenia, Bosnien-Herzegowina, Irak, Afghanistan sowie nicht zuletzt in Nordirland. Inzwischen nutzt das AAC nur noch einen Stützpunkt in Übersee, den in Brunei.

### Rheinarmee

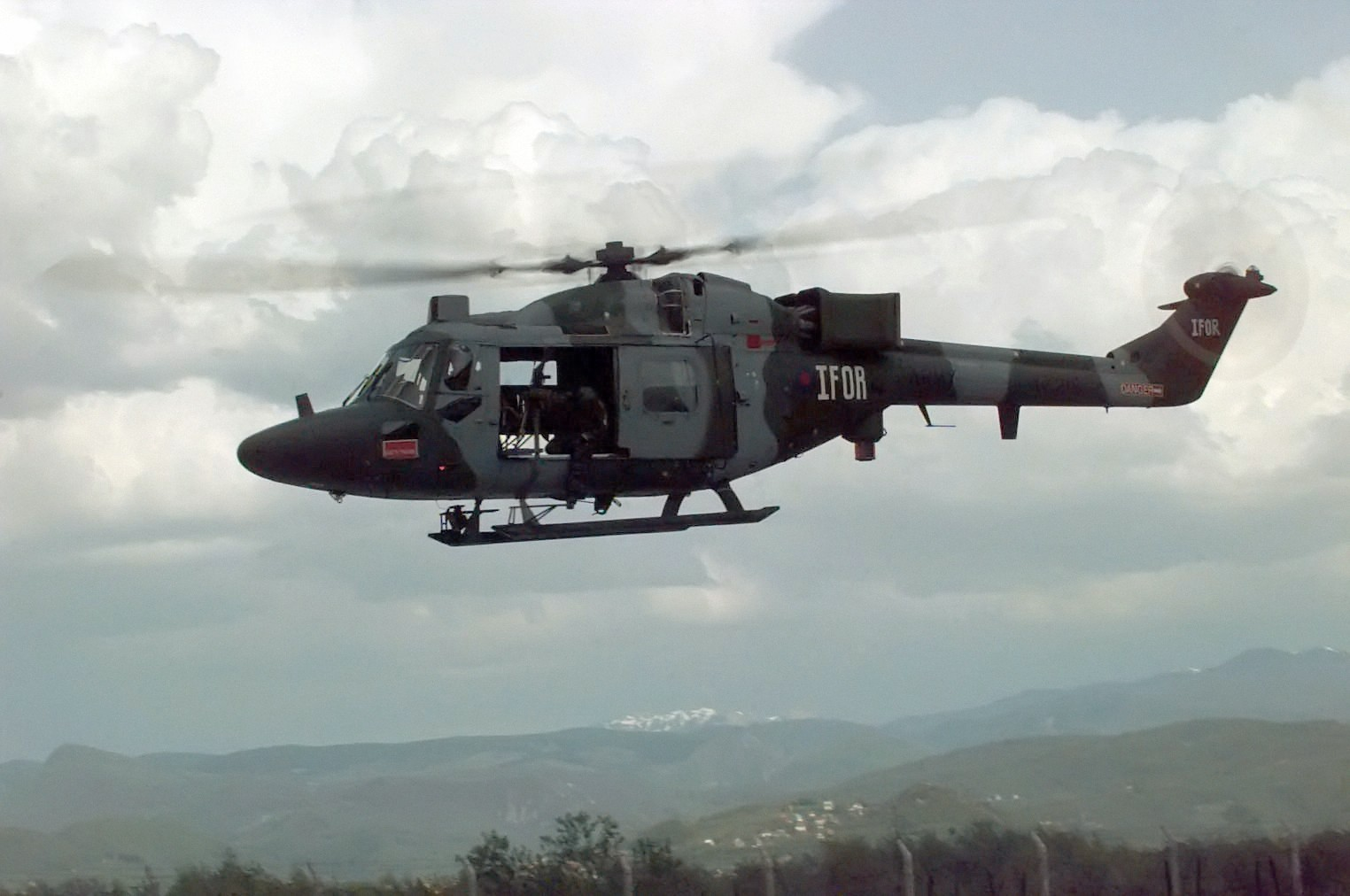
Lynx AH 7, aufgenommen 1996 in Bosnien, wie er auch in Deutschland flog.

Die Ursprünge der späteren Army Air Corps Verbindung mit Deutschland reicht bis in das Jahr 1945 zurück. Die sogenannten Air Observation Post Staffeln der 2. Tactical Air Force der Royal Air Force, deren Personal gemeinsam von Army und RAF gestellt wurde, rückten gegen Kriegsende mit ihren Auster Flugzeugen den vorrückenden Bodentruppen nach Nordwestdeutschland nach. Alle bis auf eine, die No. 652 Squadron, wurden bis Dezember 1945 aufgelöst.
Die No. 652 Squadron, die ab Januar 1947 in kleinere AOP-Flights gegliedert war, bildete den Kern der Truppe. Nach Aufenthalten in Rhede, Deilinghofen und Hoya waren zwischen April 1946 und Dezember 1947 zunächst Celle, dann bis Mai 1949 Lüneburg und ab diesem Monat der Flugplatz Detmold das Zentrum der Heeresflieger der British Army of the Rhine (BAOR, Britische Rheinarmee), die seit dem 1. September 1957 im neuaufgestellten AAC zusammengefasst wurden. Hinzu kam ab Juli 1952 die 1912. Light Liaison Flight, die zunächst in Bückeburg und ab Dezember 1954 in Wildenrath stationiert war und aus der 1957 die 12. Flight des AAC hervorging. Neben der Auster flog sie Chipmunks und Helikopter zunächst die Sioux und später Gazelle.
Ab Ende der 1970er Jahre kam es zu einer Verstärkung der vormals u. a. mit Scouts ausgerüsteten kleinen Helikopterstreitkraft der Rheinarmee, die zeitweilig ein Drittel der britischen Landstreitkräfte umfasste. Hierzu zählten die Staffeln des 3. Regiment in Soest, des 4. Regiment in Detmold und des 1. Regiment in Hildesheim, die jeweils aus einem Mix von Gazelle und Lynx ausgerüstet waren.
Nach 1990 wurde der Umfang der britischen Streitkräfte nicht zuletzt in Deutschland deutlich reduziert. Die beiden Regimenter in Soest und Detmold wurden auf die ehemalige RAF Station Wattisham in Suffolk und das Hildesheimer Regiment auf die ehemalige RAF Station Gütersloh in Ostwestfalen verlegt. Letzteres bestand anfangs aus drei und ab 2000 aus zwei Staffeln.
Als vorletzte Einheit wurde im Frühjahr 2009 die kleinere 12. Flight, die seit Juni 1992 auf der ebenfalls ehemaligen RAF Station Brüggen stationiert war, außer Dienst gestellt. Mit Einführung der neuen Wildcat-Lynx beim AAC wurde am 4. Oktober 2013 beim Gütersloher Regiment der Flugbetrieb eingestellt, womit knapp 70 Jahre militärischer Flugbetrieb des Vereinigten Königreiches in Deutschland endeten.
Die oben bereits erwähnte No. 652 Squadron war eine der beiden letzten beiden auf deutschem Boden liegenden britischen Flieger-Staffeln. Sie war zwischen dem 1. Mai 1945 und Mitte 2013 ununterbrochen in Deutschland stationiert, allerdings führte sie Ende der 1960er Jahre für einige Zeit eine andere Bezeichnung. In den letzten Operations-Wochen des Korps in Deutschland im Spätsommer 2013 bestand das Gütersloher Regiment jedoch "de facto" nur noch aus der No. 661 Squadron, während die Schwesterstaffel bis Ende 2013 in Afghanistan im Einsatz war. Die letzten Angehörigen des Regiments verließen Deutschland im darauffolgenden Jahr in Richtung Yeovilton.

## Organisation
Die wichtigsten Einheiten des Army Air Corps sind die Regimenter. Zusammen mit den Transporthubschraubern der Royal Air Force unterstehen diese dem Joint Aviation Command. Die Haupteinsatzkräfte sind das 1., 3. und 4. Regiment, diese bilden den fliegenden Anteil der  verlegbaren 1st Aviation Brigade.

### Luftstützpunkte
Die meisten Stützpunkte unterhält das AAC heute in England, mit der School of Army Aviation in Middle Wallop und Wattisham, dem Typstützpunkt der Apaches, als wichtigsten Basen. Außerdem wird im Heimatland noch ein Stützpunkt in Nordirland mitbenutzt.
- Joint Helicopter Command Flying Station Aldergrove, County Antrim, keine fest stationierten Einheiten mehr
- SAS Barracks Credenhill, Herefordshire, No. 658 Squadron als Teil des Joint Special Forces Aviation Wing (Eurocopter Dauphin|Airbus Helicopters AS365N3)
- Army Air Corps Middle Wallop, Hampshire, 7. (Training) Regiment mit der No. 673 und der Army Flying Grading Squadron (Tutor T1) sowie
- Wattisham Airfield/Wattisham Flying Station, Suffolk, mit dem 3. und 4. Regiment mit der No. 653 (zur Umschulung), No. 662 und No. 663 bzw. No. 654 und No. 656. Squadron (Apache) sowie das Hauptquartier der 1st Aviation Brigade
- RNAS Yeovilton, 1. Regiment mit der No. 652 (zur Umschulung), No. 659 und No. 661 Squadron (Wildcat)

Außerhalb des Vereinigten Königreiches liegt noch eine Einheit des AAC. Die letzte Basis in "Übersee" soll weiterhin langfristig genutzt werden und den Anspruch Großbritanniens als Vetomacht im UN-Sicherheitsrat mit unterstreichen.
- Brunei, Medicina Lines in Seria, 667. Squadron (Bell 212 bis 2022, Airbus Jupiter HC.2 ab 2026[3])

## Ausrüstung

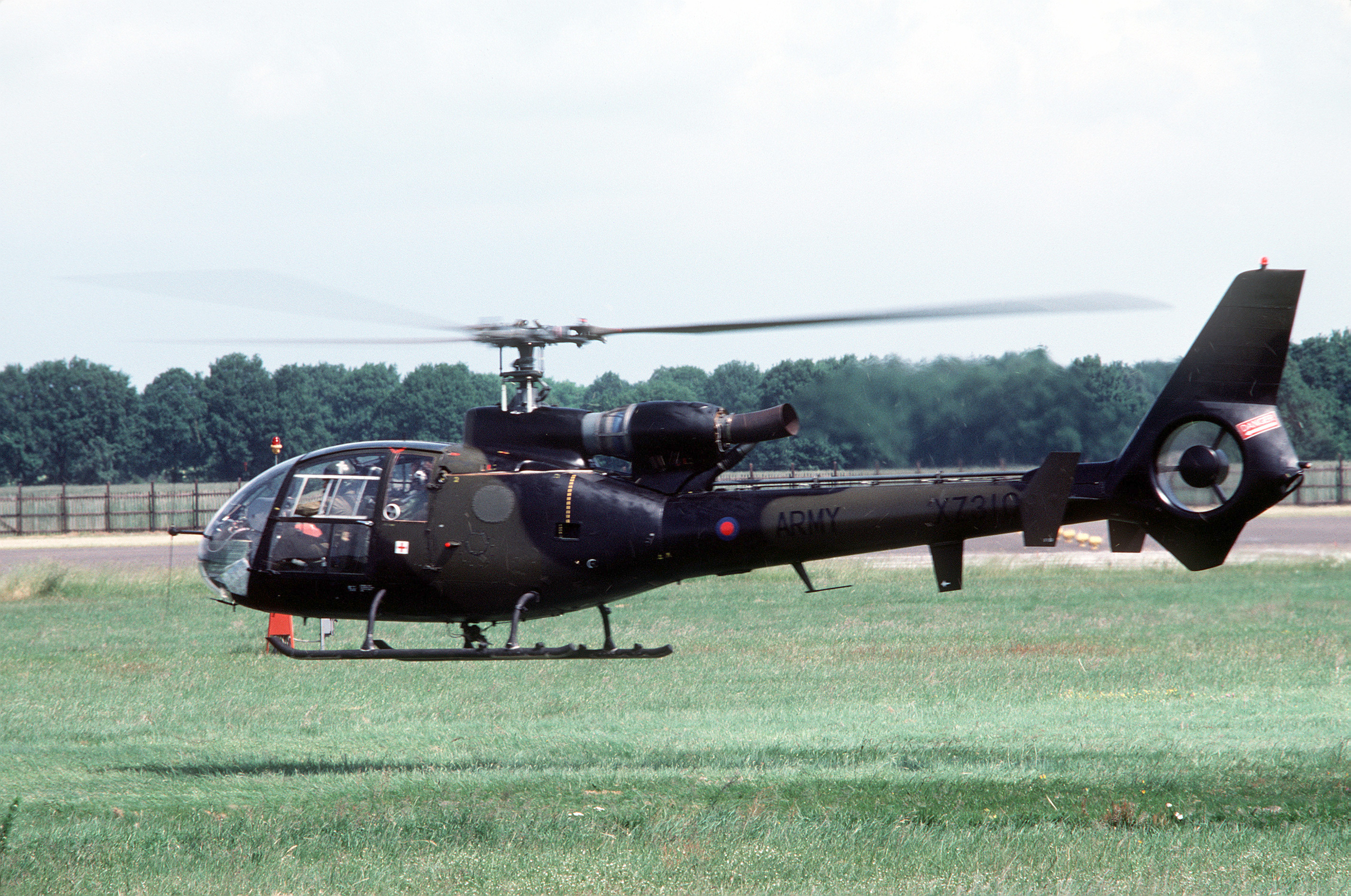
Gazelle AH1, aufgenommen 1983 auf dem Fliegerhorst Ahlhorn.

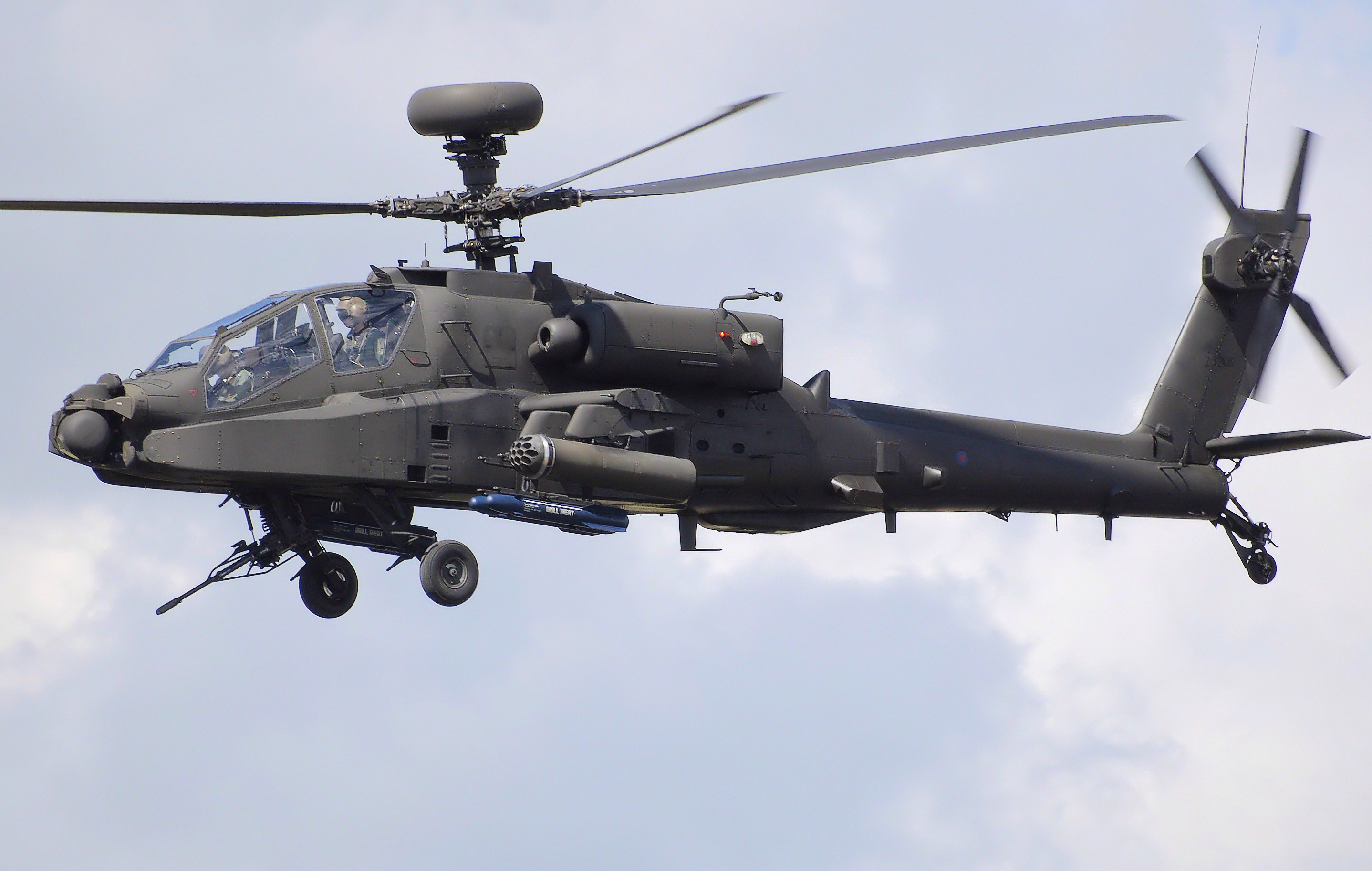
Apache AH1 bei einer Air Show im Vereinigten Königreich

Die Ausrüstung des AAC setzt (Stand 2020) sich im Wesentlichen aus Kampfhubschraubern und kleineren Helikoptern zusammen. Wie auch bei den Sikorsky CH-53 der Heeresflieger des Deutschen Heeres unterstehen die mittleren Transporthubschrauber der jeweiligen Luftwaffe, nicht dem Heer.
- Kampfhubschrauber
  - 40 Apache AH1, 0 AH-64E (50 bestellt)
- sonstige leichte Einsatzluftfahrzeuge
  - 34 Wildcat AH1 Mehrzweckhelikopter
  - 18 Gazelle AH1 Beobachtungshelikopter, sollen 2025 außer Dienst gestellt werden[4]
  - 24 Thales Watchkeeper WK450 Aufklärungsdrohne
  - 24 AS 376N3 Dauphin  Transporthelikopter für Spezialeinsatzkommandos
  - 5 Bell 212HP AH1 Transporthelikopter zur Unterstützung von Bodentruppentraining
- Trainingshubschrauber
  - Squirrel HT2 Basis- und Fortgeschrittenen Drehflügeltrainer, Flotte gepoolt für alle Teilstreitkräfte

Zu Schauflügen unterhält das AAC-Hauptquartier ein Army Historic Flight mit früheren Einsatzmustern.